# Slut, Munsö

Slut (Sluts hage, Sluts brygga) är en ort på norra Munsö som ligger på en udde intill Löten, i Ekerö kommun. Namnet Slut anknyter antagligen till den udde där Munsö tar slut. Om det är Slut på Munsö eller att Slut kommer från att ångbåten som transporterade produkter från öarna låg där till natten. Det var slutet på resan.
Sluts hage och Sluts brygga har daglig bussförbindelse från Brommaplan, linje 311